# Andrej Winkler
Andrej baron Winkler, slovenski pravnik in politik, * 10. november 1825, Nemci, † 16. marec 1916, Gradec.
Bil je deželni predsednik na Kranjskem (1880–1892), velikokrižnik Franc-Jožefovega reda, vitez reda železne krone II. stopnje, častni meščan Ljubljane in številnih drugih mest, trgov in občin na Kranjskem in Primorskem; od leta 1883 baron Winkler.

## Življenje in delo
Andrej Winkler je bil rojen v zaselku Nemci, delu vasi Trnovo v Trnovskem gozdu, posestniku in trgovcu Jerneju in Katarini Winkler rojeni Voug (Vovk), kamor se je l. 1757 priselil Andrejev praded iz Dunajskega gozda (Wienerwald). Ljudsko šolo in gimnazijo je obiskoval v Gorici, kjer je 1844 tudi maturiral, ter nato  študiral pravo na Dunaju in tam 1849 tudi diplomiral. V dijaških letih se je deloma preživljal kot domači vzgojitelj v Gorici, 1847 bil domači učitelj pri Auerspergih v Ljubljani in na Igu, 1848–1849 pripravnik na goriški gimnaziji in si na tečajih pri J. Premruju pridobil temeljito znanje slovenščine. 
Po končanem študiju je najprej delal na sodišču v Gorici in bil odbornik Slavljanskega bralnega društva. Po službovanju v Trstu, Kanalu in Sežani se je 1858 vrnil v Gorico, kjer je bil med ustanovitelji čitalnice. Leta 1866 je postal okrajni predstojnik v Krminu in 1868 okrajni glavar v Tolminu. Leta 1874 je bil premeščen v Trst, 1876 pa na upravno sodišče na Dunaj. V državni zbor je bil izvoljen 1873 in 1879. V letih 1880−1892 je bil deželni predsednik Kranjske. Kot deželni predsednik Kranjske si je prizadeval za uvajanje slovenščine v uradno rabo in za večjo vključenost Slovencev v javnih službah, zlasti v šolstvu. Winkler je z nepristranskim in taktičnim delovanjem želel doseči enakopraven položaj Slovencev v Kranjski in drugih slovenskih deželah; bil je edini narodno zaveden Slovenec v vodstvu državne uprave v Kranjski. Leta 1892 se je upokojil predvsem zaradi pritiska v Kranjski deželi živečih Nemcev.
Ko je cesar Franc Jožef I. leta 1883 obiskal Kranjsko, je bil Winkler odlikovan z redom železne krone 2. stopnje in bil nato v skladu s statutom povišan v naziv avstrijski baron. 
Pokopan je na osrednjem pokopališču v Gradcu, Gruft/Kripta 7c IV 2. 